# Juan Sebastián Verón
Juan Sebastián Verón (La Plata, 9 de março de 1975) é um ex-futebolista argentino que atuava como meio-campista. Atualmente, é presidente do Estudiantes.
É conhecido em seu país como La Brujita ("A Bruxinha"). O apelido é o diminutivo da alcunha de seu pai, o ex-jogador Juan Ramón Verón, conhecido como La Bruja ("A Bruxa"). Jogador de passes precisos e de enorme visão de jogo, é considerado um dos maiores nomes da posição do futebol argentino.

## Carreira

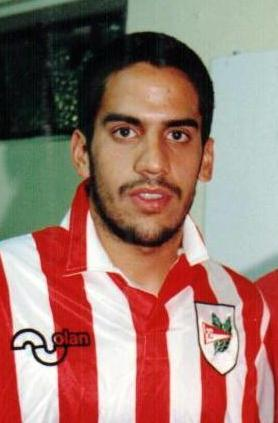
Verón pelo Estudiantes em 1995

### Estudiantes de La Plata
Debutou no time de sua cidade, após passagem pelo time sub-20,[carece de fontes?] o mesmo em que seu pai fez história, o Estudiantes de La Plata. Juan estreou no clube em abril de de 1994, meses antes do rebaixamento do clube de La Plata para a segunda divisão do campeonato argentino. Em entrevista de 2011, o argentino comentou sobre sua estreia e a situação que o clube passava naquele período, bem como as pressões que vinham por conta de seu parentesco com Juan Ramón Verón:
| “ | Que maneira de começar, por favor! Estreei em abril de 1994 e uns meses depois fomos à Série B. Por sorte, o clube pôde sair em seguida, se não teria sido difícil. E a partir daí mudou tudo. Eu tomava o rebaixamento mais como torcedor, para mim era um momento duro, triste, muito triste, sobretudo porque vir do meu pai que havia ganho tudo e eu começar e ir ao descenso… | ” |

#### Acesso
Passando somente uma temporada na segunda divisão, o time argentino conseguiu sobressair o momento ruim após serem campeões da competição conseguindo assim o acesso direto à primeira divisão. Apesar de não ter muito espaço naquele elenco, Juan dividia time com um futuro craque argentino Martín Palermo. Porém, Verón, diferente do colega Martín, conseguiu se destacar naquela temporada vitoriosa e continuou seus bons jogos após o acesso, chamando assim a atenção de outros clubes do país. Coincidentemente, Verón destinou-se ao Club Atlético Boca Juniors um ano antes de seu colega Palermo.

#### Supercopa Libertadores 1995 - Estudiantes
Meses antes de ser vendido, o jogador esteve presente na Supercopa Libertadores de 1995, mas o time foi eliminado após perder o primeiro jogo de 4-0 e posteriormente garantir um empate em 2-2 na Argentina.[carece de fontes?]

### Boca Juniors

#### 1995-96
No dia 8 de fevereiro de 1996, Juan foi comprado pelo poderoso Boca Juniors e fez parte do elenco até metade daquele mesmo ano. Aquela temporada foi marcada pela volta do grande ídolo argentino Diego Maradona ao clube após 2 anos, e também pela perda inacreditável do título dos xeneizes após ficarem 5 rodadas na liderança no final do campeonato. Para infelicidade da torcida do Boca, que viu o ídolo Diego perder pênaltis decisivos na competição nacional, o clube de Buenos Aires ficou apenas em 4º colocado ao final do Torneo Apertura com 10 vitórias, 6 derrotas e 3 empates.[carece de fontes?]
Apesar do elenco, do favoritismo e do bom começo, ficando em 1º colocado em 4 das 5 primeiras rodadas do Torneo Clausura, o time foi perdendo jogos importantes e continuou a perder posições na tabela de classificação a ponto que ficasse em 5º lugar até o final da competição. Como chegou na metade do campeonato, Juan só jogou o Clausura pelo Boca e marcou 4 gols, incluindo um contra seu ex-clube, Estudiantes, na derrota por 2-1.
Verón, mesmo com poucos meses de clube, chamou a atenção de clubes europeus e, assim que a janela de transferências foi aberta, o meio-campista fora comprado pelo Sampdoria. A Itália é um destino comum para os jogadores argentinos, e o próprio jogador dividiu o vestiário com relevantes figuras que passaram pelo país europeu, como era o caso do ídolo nacional Maradona e de Claudio Caniggia. Mas outros jogadores, que posteriormente se consolidariam como grandes jogadores pelo Campeonato Italiano, também já tinha pisado em solo italiano.
Na época, os argentinos Javier Zanetti, Gabriel Batistuta e Hernán Crespo atuavam em equipes italianas. Todos esses jogadores, em algum momento da carreira, dividiram vestiário com Juan Verón. Seja pela seleção, ou por clubes. Verón terminou a temporada com 17 jogos e 4 gols marcados com a camisa do Boca Juniors. Foi a última vez que o meio-campista vestiria as cores do time de Buenos Aires.[carece de fontes?]
A passagem de Verón pelo Boca, apesar de curta, rendeu uma amizade com o craque argentino Diego Maradona, tornando-se muito próximos. Entretanto, em algum momento do futuro, ambos se desentenderam e passaram a não nutrir mais a amizade de outrora. Durante o Clássico da Paz de 2016, ambos discutiram e o vencedor do bicampeonato mundial da Argentina disse:
| “ | Verón me traiu, não quero saber de nada com ele, nem com seu pai. | ” |

Apesar do desafeto, após a morte de Diego, Juan publicou uma homenagem ao jogador em seu Instagram:
| “ | Nos inspirou, nos fez felizes... Dividimos, não importa o que passou. Somente hoje te digo obrigado. Descanse onde estiver | ” |

### Sampdoria
Após breve passagem no Boca Juniors, foi jogar na equipe da Sampdoria, da Itália.[carece de fontes?]
Pelo clube italiano, o jogador fez parte da campanha frustrada do time, que jogou 2 jogos contra o mesmo clube empatando o primeiro jogo e perdendo no segundo. A estreia de Verón foi justamente no primeiro jogo do Sampdoria contra o Genoa, em um clássico local.[carece de fontes?]
Pela Campeonato Italiano de Futebol de 1996/97, Verón esteve presente em 32 partidas, de 34 possíveis, e jogou estes jogos como titular. Ao todo, o sul-americano marcou 5 gols e distribuiu 2 assistência em todos os jogos daquela temporada.[carece de fontes?]

#### 1997/98
Em sua segunda temporada na Itália, o jogador esteve presente em diversos jogos da campanha do clube em diversas competições. Pela Copa da UEFA de 1997–98, o jogador participou dos dois jogos do time na 1ª fase eliminatória, porém perderam ambos os jogos para o Athletic Club da Espanha e foram eliminados.[carece de fontes?]
Pela Copa da Itália da mesma temporada, Juan esteve em campo em quase todos os jogos do time. Com exceção do primeiro jogo das oitavas de final contra o Associazione Calcio Milan, quando o time perdeu de 3-2 jogando em casa. Todavia, o argentino retornou ao clube para disputar o jogo de volta, mas perdeu a partida novamente e o seu clube fora eliminado diante a torcida rossonera em pleno San Siro[carece de fontes?]
Pelo Campeonato Italiano de 1997/98, Verón participou de 29 jogos e marcou 2 gols além de 5 assistências. A campanha do time de Génova foi abaixo do esperado e o time conseguiu uma singela 9ª colocação. Não se classificando para competições europeias como havia conseguido na temporada anterior.[carece de fontes?]
Após suas boas atuações no clube italiano, outro time, que já contava com o craque Hernán Crespo, buscou a compra do meio-campista para fazer parte do elenco na temporada seguinte por um valor de 19 milhões de euros.

### Parma

#### 1998/99
Logo foi contratado pelo Parma e esteve presente em um dos elencos mais famosos do time financiado pela Parmalat. No elenco italiano estavam grandes figuras que viriam a crescer ainda mais no futebol mundial anos depois como Gianluigi Buffon, Fabio Cannavaro, Hernan Crespo e Faustino Asprilla[carece de fontes?]
O time ''galáctico'' conseguiu se sair muito bem durante a metade do campeonato italiano de 1998/98, eles chegaram a liderar o campeonato durante uma rodada, mas foram perdendo o ritmo com o passar dos jogos. O time, ao menos, manteve-se em posição boa o suficiente para disputarem competições europeias desde a 7ª rodada e não deixaram isso escapar, terminando, na 34ª rodada, em 4ª lugar na Liga.[carece de fontes?]
Durante a temporada, individualmente, Verón participou de 26 jogos, dando 1 gol e fazendo 6 assistências. Ele alternou entre momentos de titular e reserva ao fim da temporada, mas pôde ver a boa campanha do time colher frutos de uma boa posição na Serie A.[carece de fontes?]
Pela Copa da Itália, o argentino estreou bem, dando uma assistência em partida contra a Genoa, mas sequer fora relacionado para os próximos 4 jogos o time na competição. Em sua volta, ele participou, diretamente, de 4 gols em 3 partidas em sequência. A boa campanha do time fez com que eles encontrassem a Fiorentina na final da mesma competição. O time de Florença possuía no seu elenco alguns grandes jogadores como o Edmundo, Batistuta, Amoroso e Rui Costa Os times empataram ambos os jogos, sendo o primeiro de 1-1 e o segundo em 2-2, todavia, pela regra do Gol fora de casa, Verón contemplou o seu time ser campeão daquela competição pela segunda vez na história.[carece de fontes?]
Além do título nacional, o Parma também conseguiu consolidar-se campeão da Copa da UEFA de 1998–99, após derrotarem o Olympique de Marseille na final. Era a segunda vez que o clube italiano conseguia esse título. O argentino contribuiu com 2 assistências em 10 jogos da competição. Sendo esse o seu primeiro título a nível continental da carreira.

### Lazio

#### 1999-2000
Depois passou pela Lazio, onde estreou na Supercopa da UEFA de 1999 contra o Manchester United e viu seu clube sair vencedor após vitória de 1-0 sob o time comandado por Sir Alex Ferguson. Esse foi o segundo troféu continental de Verón.[carece de fontes?] O Clube tinha notáveis jogadores em seu elenco como Pavel Nedvěd e Diego Simeone.[carece de fontes?]
Pelo Campeonato Italiano de 99/00, Juan teve um início avassalador, bem como o clube que ele estava. O time romano ficou invicto durante as 10 primeiras rodadas, com Verón jogando 9 partidas, e só veio conhecer a primeira derrota no Derby della Capitale contra Roma. Nessas partidas iniciais, Juan marcou 5 gols e distribuiu 5 assistências, ajudando o time a estar diretamente na parte de cima da tabela. Após a virada do turno, a Lazio continuou tendo bons resultados, perdendo apenas 2 partidas, e empatando outras 2, em 19 jogos do segundo turno. Mas havia uma implacável Juventus Football Club, de Edwin van der Sar, Gianluca Zambrotta, Edgar Davids, Thierry Henry, Zinédine Zidane, Filippo Inzaghi (irmão de Simone Inzaghi, que atuava pela Lazio naquela temporada) etc, que não deixou a liderança do campeonato desde a rodada 20.[carece de fontes?] Porém, na última rodada, o time de Turim enfrentaria um modesto Perugia Calcio, que estava na parte de baixo da tabela, jogando no Estádio Renato Curi. Para ser campeã, a Velha Senhora precisava apenas vencer a partida, mas o time fora superado pelos grifonis por uma vitória simples de 1-0. Enquanto isso, o time de Lácio venceu o seu compromisso contra o Reggina 1914 e tornou-se campeão passando a Juve em um ponto na rodada final. Nessa partida, Juan contribuiu diretamente com gol e uma assistência na vitória por 3-0.[carece de fontes?]
O Campeonato Italiano não foi o único título de Verón na temporada. Pela Copa da Itália de 1999-2000, o argentino participou de 4 jogos do clube, onde fez 1 assistência, na campanha que seu time viria a ser campeão em cima da Inter de Milão, que tinha no elenco grandes jogadores como Ronaldo Nazário, Roberto Baggio, Clarence Seedorf, Javier Zanetti etc, por 2-1 no placar agregado.
Apesar da boa campanha em solo italiano, a temporada dos romanos na Liga dos Campeões da UEFA de 1999–00 não foi tão satisfatória assim. Seu time conseguiu classificar-se à fase eliminatória, mas foi derrotado pelo Valencia por 5-2 no jogo de ida, e, apesar da vitória por 1-0 no jogo de volta, os italianos deixaram a competição nas quartas de final. O gol da vitória no jogo de volta foi marcado por Juan. O argentino deixou a competição com 11 jogos e 2 gols marcados.[carece de fontes?]
A grande temporada de Verón terminou com ele fazendo 4 gols, 10 assistências em 34 partidas.[carece de fontes?]

#### 2000/01
Verón, naquela temporada, recebeu um antigo companheiro de equipe. Era Hernán Crespo. O jogador havia chegado como a maior contratação da história do futebol naquela época. Os valores chegaram a 54 milhões de dólares.
E a temporada começou com a Supercopa da Itália de 2000, onde o time de Roma venceu a Inter de Milão por 3-2. Essa partida foi marcada pela gravíssima lesão de Ronaldo Fenômeno em seu joelho.
Pela Copa da Itália de 2000-01, Verón não conseguiu contribuir para um bom rendimento da sua equipe na competição. De 4 jogos possíveis, o meia jogou apenas metade, e viu seu time ser eliminado pelas quartas de final após sofrerem uma goleada de 4-1 da Udinese Calcio.[carece de fontes?]
A Lazio começou o Campeonato Italiano de Futebol - Série A (2000–01) de maneira regular. Mas não conseguiu repetir o feito da temporada anterior e ficou em 3º colocado na competição, vendo sua maior rival, a Roma, vencer o campeonato. Juan, por sua vez, participou de 22 jogos e marcou 3 gols e 6 assistências.[carece de fontes?]
Pela Liga dos Campeões da UEFA de 2000–01, o seu time conseguiu classificar-se na fase de grupos. Mas foi eliminado na fase posterior, onde havia mais um grupo de 4 times em que apenas os 2 primeiros passavam, após ficar em 4º colocado no Grupo 4. Verón participou de 7 jogos fazendo 1 gol e dando 3 assistências.[carece de fontes?]
Ao todo, o jogador fez 32 partidas, onde marcou 4 gols e distribuiu outras 10 assistências.[carece de fontes?]

### Manchester United

#### 2001/02
Em 2001, no dia 12 de junho, foi para a Inglaterra jogar no Manchester United. O valor da transferência foi de 28 milhões de euros. No clube, o argentino dividira elenco com grandes jogadores como John O'Shea, Mikaël Silvestre, Gary Neville, Phil Neville, Paul Scholes, David Beckham, Ryan Giggs, Diego Forlán, Ruud van Nistelrooy, entre outros.[carece de fontes?]
Apesar das grandes estrelas, a temporada do United foi de extrema irregularidade nas copas nacionais. A começar pela Supercopa da Inglaterra de 2001, que o time de Manchester perdeu para o Liverpool F.C. de 2-0, mas Verón não esteve em campo. Pela Copa da Liga Inglesa de 2001-02, que o time fora eliminado em seu primeiro jogo contra o Arsenal. Pela Copa da Inglaterra, os diabos vermelhos foram eliminados em sua segunda partida ao serem derrotados pelo Middlesbrough F.C. após uma sofrida vitória de 3-2 contra o Aston Villa na rodada anterior. Coincidentemente, Juan não esteve presente em nenhuma derrota do time nessas competições. Ele fez parte apenas do elenco que venceu do time de Birmingham na estreia do clube na FA Cup.[carece de fontes?]
Pela Premier League de 2001-02, o United alternou entre momentos bons e ruins. Ao final da temporada, o clube vermelho liderou o campeonato por 8 partidas, começando na rodada 23 e terminando na 30ª, mas rapidamente foram superados pelos gunners que, liderados por Arsène Wenger, conseguiram conquistar o título da competição. O United ainda teve de ver outro time acima de si, o Liverpool. O time de Manchester conseguiu a 4ª colocação e Verón participou de 26 jogos, sendo pouco utilizado na parte final do campeonato, e marcou 5 gols e 1 assistência.[carece de fontes?]
Na Liga dos Campeões da UEFA de 2001–02, o argentino esteve presente em 13 dos 16 jogos do United na competição. Mas viu o time ser eliminado pela grande surpresa da competição Bayer 04 Leverkusen. Eles foram eliminados na semifinal pelo gol fora após empatarem em Old Trafford por 2-2, e após outro empate em 1-1 na BayArena. O clube alemão tinha no elenco Lúcio, Zé Roberto, Michael Ballack, Dimitar Berbatov entre outros.[carece de fontes?]
Ao fim da temporada, o Verón teve 40 jogos, 5 gols e 6 assistências em sua primeira temporada na Inglaterra.[carece de fontes?]

#### 2002/03
Verón viu o seu time contratar mais uma peça para a equipe, o zagueiro Rio Ferdinand, que viria dar consistência defensiva ao clube inglês no decorrer da temporada. A consistência veio, já que o clube vermelho conseguiu sagrar-se campeão da Premier League de 2002-03 tendo a melhor defesa do campeonato. Mas novamente Verón deixou de participar da parte final do campeonato. Nos últimos 19 jogos, o argentino ficou de fora de 10 partidas, sendo 6 delas em sequência. Mas sem deixar de garantir seus 2 gols e 3 assistências em 22 partidas jogadas.[carece de fontes?]
A boa campanha do time na Premier League não conseguiu ser repetida na FA Cup, pois o time jogou apenas 3 partidas, com Verón não sendo relacionado para 2 delas, e foi eliminado pelo Arsenal após derrota de 2-0. Juan terminou a competição com 1 jogo e 1 assistência.[carece de fontes?]
Pela Copa da Liga, o jogador viu seu time ir longe na competição. Os diabos vermelhos venceram 5 partidas seguidas, com Verón disputando 4, e puderam enfrentar o Liverpool na final. Infelizmente, Juan também contemplou a derrota do seu time dentro de campo, após o time de Liverpool marcar dois gols (um de Michael Owen e outro de Steven Gerrard) e o time de Manchester parar no goleiro Jerzy Dudek. Foi a primeira vez que Verón perdeu uma final de copa. Ao fim desse torneio, Juan terminou a competição com 5 jogos, sem gols ou assistências.[carece de fontes?]
Verón atuou nas 2 partidas do Manchester pelos play-offs da Liga dos Campeões da UEFA de 2002–03. O clube inglês venceu o Zalaegerszegi TE da Hungria e conseguiu se classificar à Fase de Grupos da competição. Na Champions, Juan esteve presente em 9 de 14 jogos do clube naquela competição, e pôde também vislumbrar a derrota, no agregado, do United perante o poderoso Real Madrid após grande atuação de Ronaldo Fenômeno que marcou um hat-trick na partida que terminou 4-3 para os ingleses, com direito a uma assistência de Juan Verón. O Manchester estava fora da competição após essa derrota nas quartas de final. A partida anterior havia sido vencida pelos espanhóis por um placar de 3-1 no Estádio Santiago Bernabéu.  O argentino concluiu essa competição fazendo 9 jogos, 4 gols e 5 assistências.[carece de fontes?]
Ao fim da temporada, Verón teve 42 jogos, 6 gols e 9 assistências ao todo.[carece de fontes?]
Buscando ter mais partidas, o argentino sentiu-se motivado a mudar os ares. Ele havia recebido proposta do time azul de Londres e optou por aceitá-la. Todavia, em 2021, o jogador assumiu ter tido um arrependimento de sair do clube vermelho de Manchester.
| “ | Eu, na verdade, achei mais difícil viver em Londres do que em Manchester, porque sou de La Plata, uma cidade pequena. Eu gostaria de ter ficado mais no United, acredito que as coisas poderiam ter sido diferentes, teria mais continuidade. | ” |

### Chelsea

#### 2003/04
No dia 6 de agosto de 2003, Verón foi contratado pelo Chelsea F.C. pelo valor de 24 milhões de euros. No dia 7 de agosto, o jornal As publicou a seguinte entrevista em que Verón comentava sobre seu relacionamento com Ferguson e expectativas com Claudio Ranieri:
| “ | Ferguson confiou em mim quando cheguei, mas depois me pareceu que havia um mal-entendido mútuo entre nós. [...] Em alguns períodos, verifiquei a sensação de que ele preferia alguns companheiros meus. Espero que seja melhor compreendido por Claudio Ranieri, com quem não haverá barreira de idioma. | ” |

Apesar das expectativas, o rendimento de Verón no clube londrino foi abaixo do esperado. A começar pelos play-offs da Liga dos Campeões da UEFA de 2003–04, em 2 jogos, o meio campista participou apenas do primeiro. Enquanto que nos demais jogos da mesma competição, Juan participou apenas de 5 dos 12 jogos do time. Vendo seu clube ser eliminado nas semifinais contra o Monaco Football Club de Ludovic Giuly, Patrice Evra, Emmanuel Adebayor e Édouard Cissé. O argentino terminou a Champions sem participar diretamente de gols.[carece de fontes?]
O argentino chegou a estrear no time londrino contra o Notts County F.C. pela 3ª Eliminatória da Copa da Liga Inglesa de 2003-04, mas não participou dos demais 2 jogos do clube que foi eliminado contra o Aston Villa nas quartas de final. Verón disputou 1 jogo e não participou de gols naquela competição. O argentino sequer chegou a participar de algum dos 4 jogos do time na Copa da Inglaterra. Os blues foram eliminados na 5ª Eliminatória após perderem o jogo contra o Arsenal.[carece de fontes?]
Verón estrou com o pé direito na FA Premier League de 2003–04, pois marcou o primeiro gol do time na competição na vitória de 2-1 sobre o Liverpool, porém, esse foi apenas um bom momento em uma temporada esquecível para o meio-campista. Após esse jogo, o sul-americano participou de mais partidas, não estando disponível na 5ª rodada, apesar de retornar na 6ª. Porém, após isso, aconteceu uma grande sequência de partidas sem jogar. Ao fim da temporada, Juan esteve em campo por apenas 7 jogos com 1 gol marcado. Ao fim da competição, os londrinos ficaram em 2º lugar, 11 pontos atrás do líder, e bicampeão, Manchester United.[carece de fontes?]
Em 2021, ele comentou sobre essa passagem apagado pelos blues:
| “ | Eu senti que, indo para o Chelsea, eu poderia ter uma boa chance de ter uma sequência maior de partidas, mas eu não cheguei nesse estágio. Eu não diria que por causa do Chelsea. É ótimo ter um clube querendo te contratar, fazendo um investimento que foi feito. | ” |

### Internazionale (empréstimo)

#### 2004/05
Após demonstrar, publicamente, interesse em jogar no clube de Milão, Verón foi contratado pelo time italiano no dia 3 de junho de 2004 por empréstimo. Sua temporada começou com Verón participando dos dois jogos da Internazionale pelos play-offs da Liga dos Campeões da UEFA de 2004–05, onde viu seu time empatar o primeiro jogo em 1-1 contra o FC Basel,mas vencer o segundo por 4-1 após uma irretocável partida de Adriano Imperador que marcou metade dos gols além de contribuir com 1 assistência.[carece de fontes?]
Na equipe italiana, havia muitos craques além de Verón, bem como o já mencionado Adriano, Carlos Gamarra, Javier Zanetti, Esteban Cambiasso, Edgar Davids, e Dejan Stanković. Eles eram um dos favoritos a levar a competição europeia, mas o sonho foi interrompido por outro time de Milão, o Milan, nas quartas de final. A Inter perdeu os jogos de ida e de volta e não puderam fazer valer o seu favoritismo naquela edição de Liga dos Campeões. Veron participou de 8, de 10 possíveis, partidas naquela competição e contribuiu com 2 assistências.[carece de fontes?]
Pela Copa da Itália, no entanto, os Nerazzurri fizeram uma campanha invicta e derrotaram a Roma na final nos jogos de ida e volta. Ficando de fora de 3 partidas, Verón contribuiu com 2 assistências em 5 jogos na vitoriosa campanha do clube.[carece de fontes?]
O começo avassalador da favorita Inter de Milão também foi sentido pelo meio-campista argentino. O clube só veio conhecer sua primeira derrota no campeonato apenas na 26ª rodada quando perderam para o Milan de Kaká, Hernán Crespo, Dida, Gennaro Gattuso etc. Apesar de só terem perdido mais uma partida depois dessa, contra o Messina Peloro o clube não conseguiu garantir a primeira colocação, pois havia uma quase imbatível Juventus que liderou durante 30 rodadas a Serie A de 2004-05.[carece de fontes?] O time de Turim foi campeão da competição e tinha no seu elenco grandes figuras como Buffon, Zlatan Ibrahimović, Alessandro Del Piero e Mauro Camoranesi. Verón ainda viu o Milan ficar uma posição acima do seu time e conseguindo assim vagas diretas à Liga dos Campeões da UEFA de 2005–06. Sebastián participou de 24, de 38, partidas e ajudou sua equipe fazendo 3 gols e 1 assistência.[carece de fontes?]
Naquela temporada, Verón conseguiu sua tão desejada sequência e atuou por 39 jogos fazendo 3 gols e 4 assistências.[carece de fontes?]

#### 2005/06

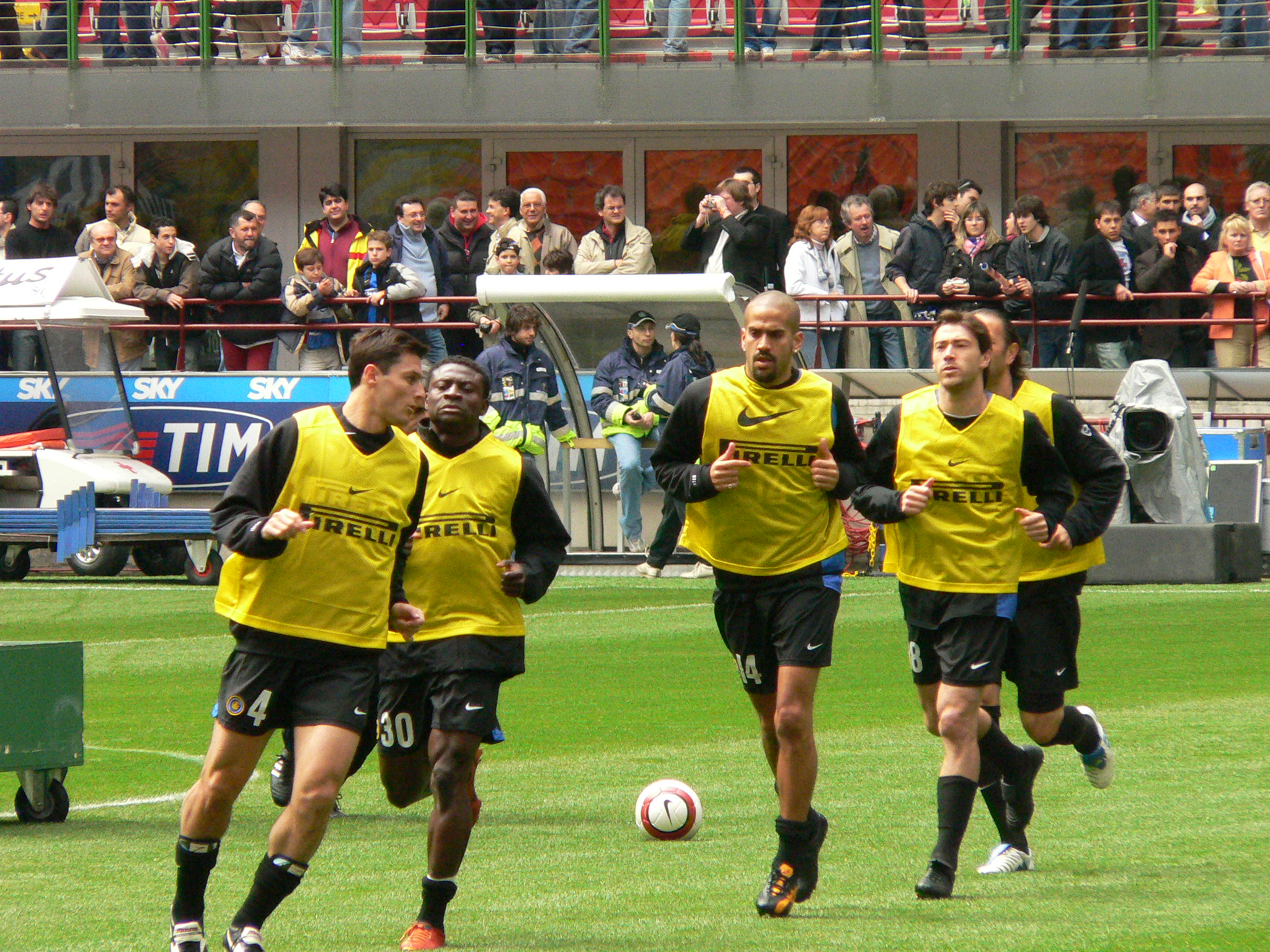
Verón treinando com o elenco da Inter de Milão em 2005.

Permanecendo no clube por mais uma temporada de empréstimo, Verón viu seu time estrear a temporada com a Supercopa da Itália de 2005 contra a poderosa Juventus. Entretanto, na prorrogação, o meio campista recebe a bola de Adriano e manda um forte forte de fora da área, sem chances para o goleiro Antonio Chimenti.Era o gol do título que brujita fazia naquela partida.
Pela Copa da Itália, apesar do bicampeonato, novamente contra a Roma na final, o argentino não participou de nenhum jogo, mas ficou com o título.[carece de fontes?]
Verón disputou os dois jogos dos plays-offs da Champions League de 2005-06, e viu a Inter se classificar para a fase de grupos. Ele contemplou, dentro de campo, a eliminação da equipe para o Villarreal Club de Fútbol por conta do gol fora. O time do Submarino Amarelo tinha no elenco o compatriota Juan Román Riquelme, além de outros craques como Juan Pablo Sorín e Santi Cazorla Na competição, Juan fez 7 jogos, de 10 possíveis, e deu 1 assistência.[carece de fontes?]

O Campeonato Italiano daquela temporada reservava muitas surpresas. A Inter de Milão começou de forma regular o campeonato, mas não fez uma campanha boa o suficiente para vencerem a favorita Juventus, que alcançou a primeira colocação na mesma temporada. Porém, no dia 26 de julho de 2006, após mais de 1 mês do título do time preto e branco, a Federação Italiana de Futebol declarou que a Internazionale fosse considerada campeã e a Juventus fosse automaticamente rebaixada perdendo todos os pontos conquistados durante o campeonato.[carece de fontes?] Esse caso ocorreu pois alguns dos principais clubes do país estavam em um esquema de manipulação de resultados na temporada 2004-05 da Serie A: Juventus, Milan, Fiorentina e Lazio. Após uma série de apelações, foi abrandada a punição para os times. 

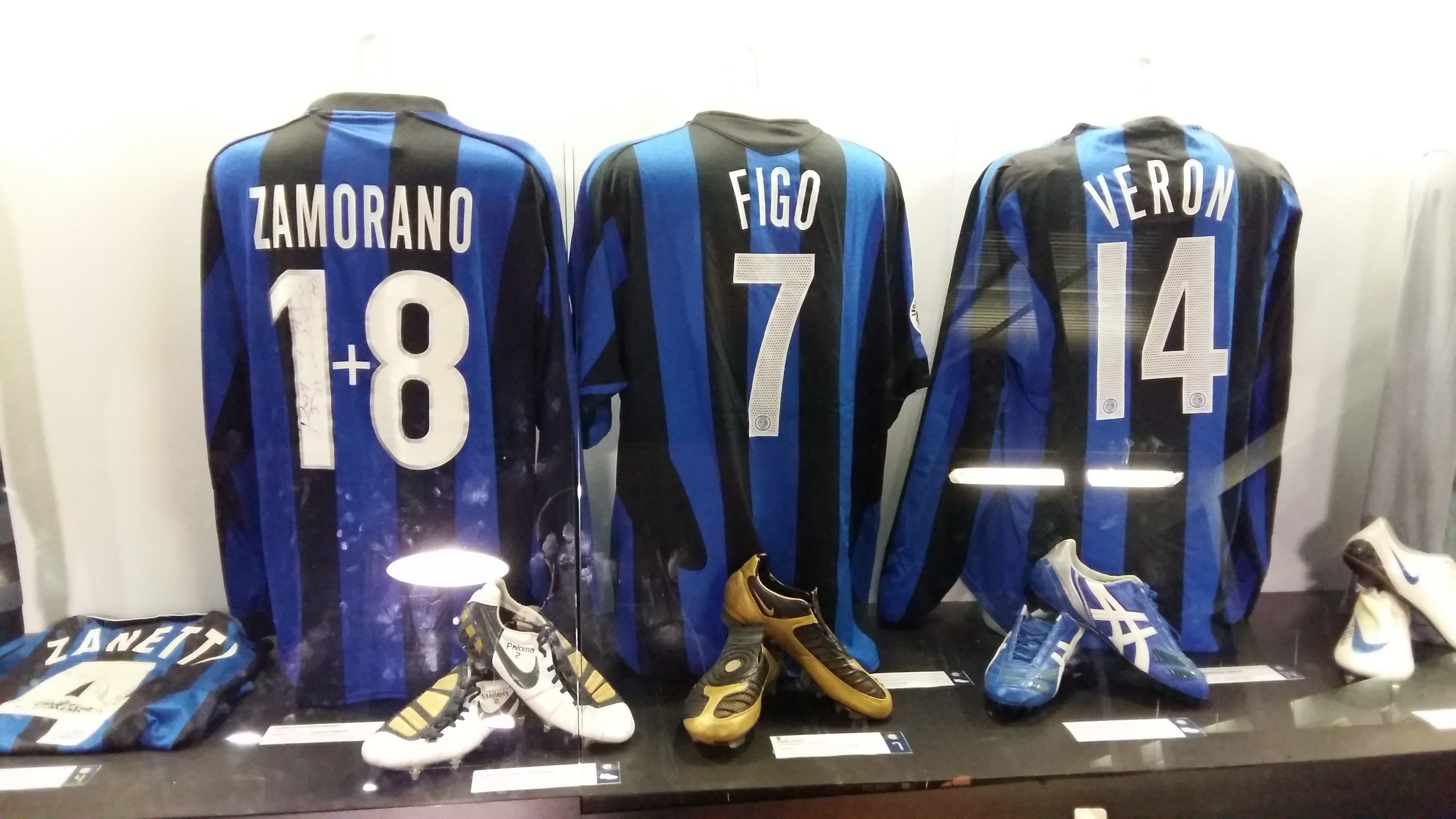
A camisa de Verón exibidas no Museu de San Siro ao lado das camisetas de Zamorano e Luís Figo

Só a Juventus ficou na Série B. E além disso, a equipe começaria a competição na Série B com 17 pontos a menos. Lazio e Fiorentina disputaram a Série A, mas com 11 e 19 pontos negativos, respectivamente. O Milan começou a Série A com menos oito pontos e pôde jogar a Liga dos Campeões. Esse caso ficou conhecido como Escândalo da Serie A 2006. Juan concluiu a competição nacional fazendo 25 jogos e 6 assistências.[carece de fontes?]
Após essa temporada pela Itália, Verón deixaria a Europa para voltar para seu país de origem e dedicar o resto de sua carreira ao clube que o revelou ao futebol. Verón deixou a Internazionale naquela temporada após fazer 25 jogos, marcar 1 gol e distribuir 7 assistências.[carece de fontes?]

### Estudiantes

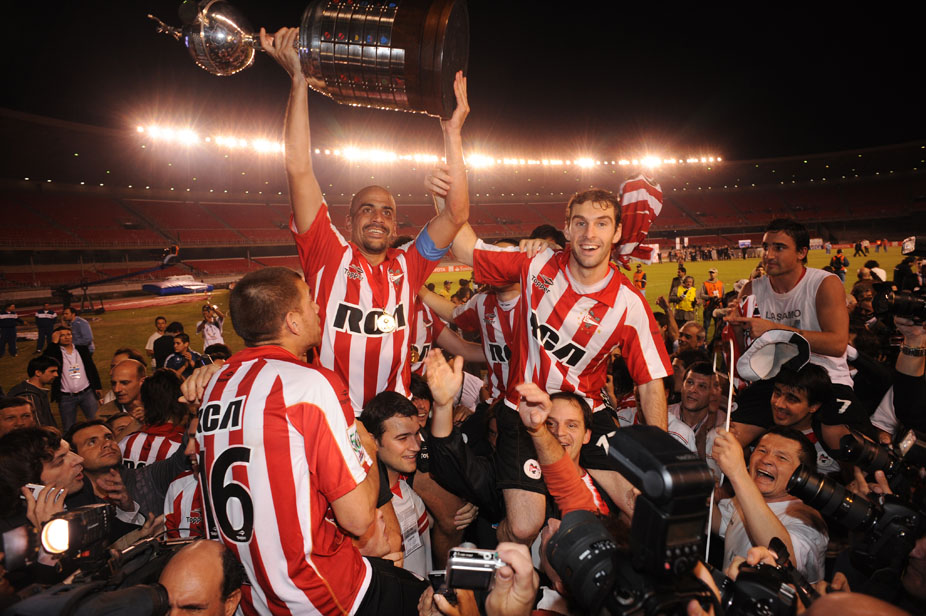
Verón ergue a taça Libertadores após vitória do Estudiantes por 2 - 1, em pleno Mineirão.

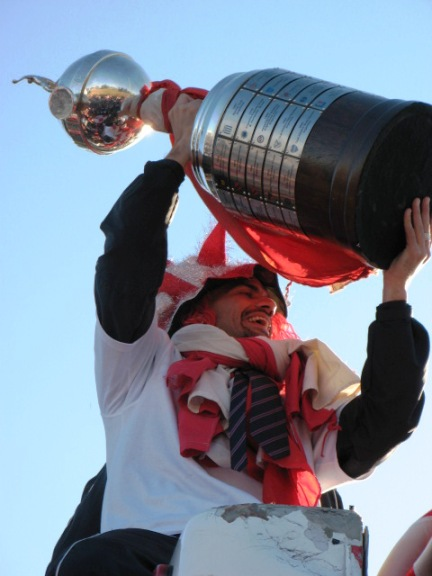
Verón com a taça Libertadores no desfile dos campeões pelas ruas de La Plata.

Por motivos pessoais, Verón anunciou a volta para seu clube formador por 1 ano. Ele disse em entrevista coletiva assim que chegou ao clube:
| “ | Sempre quis voltar. Cada vez que chegava no país pensava em adiantar a minha volta. Dou graças que agora posso escolher. Foi uma decisão trabalhada. | ” |

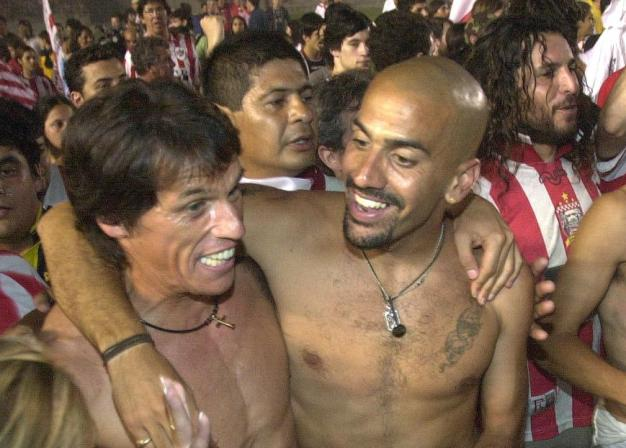
Verón comemorando o título do campeonato argentino com José Luis Calderón

A partir desse momento, seu passe foi adquirido novamente pelo clube que o viu nascer, o Estudiantes, logo levando-o ao seu primeiro título nacional em 23 anos, o Apertura de 2006.
Também foi vice-campeão da Copa Sul-Americana de 2008.
No ano de 2009, levou o Estudiantes de forma épica e marcante ao título da Copa Libertadores da América, ao derrotar o Cruzeiro de virada, por 2 a 1, em pleno Estádio Mineirão.
Depois de chegar a anunciar sua aposentadoria em 2011, retornou aos treinos e voltou a jogar pelo Estudiantes no dia 2 de julho de 2013.
No dia 10 de maio de 2014, fez sua despedida dos gramados e aposentou-se definitivamente, curiosamente no mesmo dia que Javier Zanetti e Gabriel Heinze, dois ex-companheiros de Seleção Argentina.

### Desistência da aposentadoria
Após desistir da aposentadoria, Verón anunciou seu retorno aos gramados em novembro de 2016, com o objetivo de incentivar uma campanha para a venda de camarotes do estádio do Estudiantes – clube do qual é presidente – e comandar a equipe na Copa Libertadores da América de 2017.
Sua última partida como profissional foi contra o Botafogo, em jogo válido pela Libertadores. O meia foi substituído nos minutos finais da partida, sendo ovacionado pela torcida do Estudiantes num jogo em que sua equipe venceu por 1 a 0.

## Seleção Nacional
Pela Seleção Argentina, disputou as Copas do Mundo FIFA de 1998, 2002 e 2010. Perdeu espaço com José Pekerman e foi uma das estrelas deixadas de fora da Copa do Mundo FIFA de 2006, juntamente com Javier Zanetti e Walter Samuel, então companheiros de Internazionale.
Voltou a defender o país sob o comando de Alfio Basile, onde foi convocado para a Copa América de 2007.
Após o sucesso com a camisa do Estudiantes, Verón reconquistou seu espaço na Seleção sob o comando do técnico Diego Maradona. Ele foi convocado e atuou nas Eliminatórias da Copa do Mundo FIFA de 2010, fazendo parte do ciclo visando a competição que seria realizada na África do Sul. Em maio de 2010, Verón esteve na lista dos 23 convocados por Maradona.
No dia 26 de agosto, após a eliminação da Albiceleste no torneio, Verón anunciou sua aposentadoria da Seleção.

### Polêmica
No jogo entre Argentina e Inglaterra válido pela segunda rodada da fase de grupos da Copa do Mundo FIFA de 2002, Verón teve uma atuação muito abaixo do esperado, tendo errado a maioria dos passes que tentou e cometendo erros durante todo o jogo. Pelo fato de que na época, La Brujita atuava pelo Manchester United, muitos argentinos questionam o que teria ocorrido com Verón antes daquela partida.  Em entrevista a um programa esportivo na Argentina, foi irônico ao responder uma pergunta sobre o assunto e chegou a discutir com o jornalista ao vivo, confirmando que havia jogado mal de propósito. Por fim, Marcelo Bielsa substituiu o capitão da equipe para a partida seguinte, contra a Suécia.

## Títulos
Estudiantes
- Primera B Nacional: 1994–95
- Campeonato Argentino: 2006–07 (Apertura) e 2010–11 (Apertura)
- Copa Libertadores da América: 2009

Parma
- Copa da Itália: 1998–99
- Copa da UEFA: 1998–99

Lazio
- Supercopa da UEFA: 1999
- Serie A: 1999–00
- Copa da Itália: 1999–00
- Supercopa da Itália: 2000

Manchester United
- Premier League: 2002–03

Internazionale
- Copa da Itália: 2004–05 e 2005–06
- Supercopa da Itália: 2005
- Serie A: 2005–06